# Tragicorum Romanorum Fragmenta
Unter dem Titel Tragicorum Romanorum Fragmenta sind bislang zwei Sammlungen der Fragmente der römischen Tragödiendichter erschienen.
Otto Ribbeck veröffentlichte 1852 im Teubner-Verlag die Sammlung Tragicorum Latinorum Reliquiae, die als erster Band einer Fragmentsammlung der Bühnendichter konzipiert war (Scaenicae Romanorum poesis fragmenta). Ribbeck überarbeitete die Sammlung sukzessive und gab sie unter dem Titel Tragicorum Romanorum Fragmenta 1871 und 1897 neu heraus. Diese Sammlung war die einzige ihrer Art im 19. und 20. Jahrhundert.
Markus Schauer arbeitet seit 2002 an einer vierbändigen Neubearbeitung der Tragicorum Romanorum Fragmenta (Verlag Vandenhoeck & Ruprecht, Göttingen), an der Widu-Wolfgang Ehlers, Peter Kruschwitz, Gesine Manuwald und Bernd Seidensticker beteiligt sind. Das Editionsprojekt wurde von 2004 bis 2014 von der Deutschen Forschungsgemeinschaft finanziert. Während der Laufzeit erschienen die Bände 1 und 2 (2012). Die Bände 3–4 erschienen 2023.

## Ausgaben
- Otto Ribbeck: Scenicae Romanorum poesis fragmenta. Vol. 1: Tragicorum Latinorum reliquiae. Teubner, Leipzig 1852
- Otto Ribbeck: Scenicae Romanorum poesis fragmenta. Vol. 1: Tragicorum Latinorum reliquiae. 2. Auflage. Teubner, Leipzig 1871
- Otto Ribbeck: Scenicae Romanorum poesis fragmenta. Vol. 1: Tragicorum Latinorum reliquiae. 3. Auflage. Teubner, Leipzig 1897
- Widu-Wolfgang Ehlers, Peter Kruschwitz, Gesine Manuwald, Markus Schauer und Bernd Seidensticker (Hrsg.): Tragicorum Romanorum Fragmenta. Vandenhoeck & Ruprecht, Göttingen
  - Band 1: Livius Andronicus, Naevius, Tragici Minores, Adespota, herausgegeben von Markus Schauer. 2012. ISBN 978-3-525-25026-6. 2. Aufl. hrsg. von Gesine Manuwald, 2023, ISBN 978-3-525-25032-7.
  - Band 2: Ennius, herausgegeben von Gesine Manuwald. 2012. ISBN 978-3-525-25029-7. 2. Aufl. 2023, ISBN 978-3-525-25033-4.
  - Band 3: Pacuvius, herausgegeben von Petra Schierl. 2023. ISBN 978-3-525-25030-3
  - Band 4: Accius, herausgegeben von Jochen Schultheiß. 2023. ISBN 978-3-525-25031-0